# Ophiusina
Ophiusina es una  subtribu de polillas de la subfamilia Catocalinae. Pertenece a la tribu Catocalini, según algunas taxonomías. Como numerosos géneros de  Catocalinae aún no han sido asignados a una tribu, la lista debe considerarse como preliminar. Otras taxonomís lo consideran una tribu, Ophiusini, de la familia Erebidae.

## Géneros
- Catephia
- Zethes
- Pericyma
- Heteropalpia
- Pandesma
- Cerocala
- Ophiusa
- Minucia
- Clytie
- Thyas
- Ophisma
- Achaea
- Grammodes
- Dysgonia
- Euphiusa
- Gondysia
- Bastilla
- Buzara